# رنو ۳

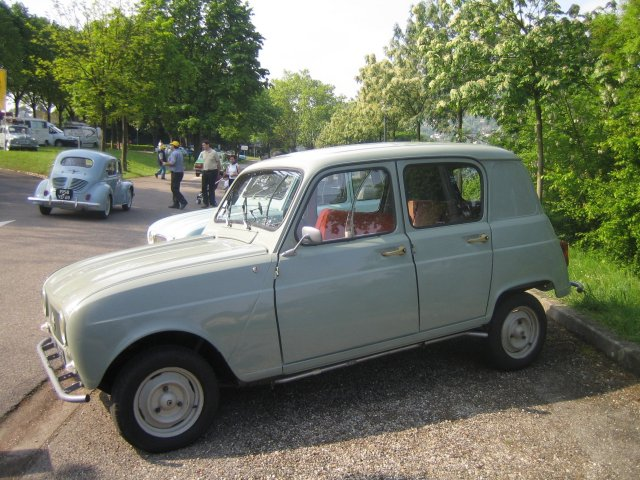

رنو ۳ (Renault 3) خودرویی است که در سال‌های ۱۹۶۱ تا ۱۹۶۲در فرانسه تولید شده‌است.
حجم موتور آن ۶۰۳ سی‌سی است. این خودرو در واقع نسخه اولیه از خودروی رنو ۴ محسوب می‌شود.